# (4229) Plevitskaya
(4229) Plevitskaya es un asteroide perteneciente al cinturón de asteroides, descubierto el 22 de enero de 1971 por la astrónoma soviética Liudmila Chernyj desde el Observatorio Astrofísico de Crimea (República de Crimea), Rusia).

## Designación y nombre
Designado provisionalmente como  1971 BK . Fue nombrado Plevitskaya en honor a la cantante rusa Nadezhda Vasílievna Plevitskaya.